# Bulbophyllum recurviflorum
Bulbophyllum recurviflorum är en orkidéart som beskrevs av Johannes Jacobus Smith. Bulbophyllum recurviflorum ingår i släktet Bulbophyllum och familjen orkidéer. Inga underarter finns listade i Catalogue of Life.